# 约翰·欧基夫之死
2022年1月29日早上6点03分，波士顿警官约翰·欧基夫 (John O'Keefe) 被发现不省人事地倒在马萨诸塞州坎顿的锦绣路34号（34 Fairview Road）前草坪上。欧基夫的尸体由其女友凯伦·瑞德（Karen Read），以及詹妮弗·麦凯布（Jennifer McCabe）和凯莉·罗伯茨（Kerry Roberts）一同发现。由于当天早上欧基夫未返回家中，因此这几位女士便开始出门找他。该住所为同是波士顿警官的已退休的布赖恩·阿尔伯特（Brian Albert）所有。
欧基夫于早上7点59分在布罗克顿的好撒玛利亚人医疗中心（Good Samaritan Medical Center）被宣布死亡。2022年1月31日进行的尸检发现，欧基夫死于头部钝性创伤。法医指出死者“后脑有撕裂伤，颅骨骨折，右眼上方有割伤，鼻子和手臂有擦伤，双眼瘀青，右膝有划痕”。 他的死亡方式未被确定。
瑞德于2022年2月1日被捕，被控过失杀人罪、机动车过失杀人罪（motor vehicle homicide）以及肇事致人死亡后逃逸罪。 2022年6月9日，在没有新的记录、陈述或证据的情况下，诺福克县地方检察官办公室宣布，一个大陪审团以一项额外的二级谋杀罪起诉瑞德。指控升级后，瑞德的案件从斯托顿地方法院（Stoughton District Court）移交至诺福克县高等法院（Norfolk County Superior Court），并分配给法官贝弗莉·坎农（Beverly Cannone）审理。
瑞德的第一次刑事审判因陪审团无法达成一致裁决，于2024年7月1日以无效审判告终。 她于2025年4月1日开始第二次受审； 2025年6月18日，她被裁定所有三项主要指控均不成立。

## 背景
小约翰·J·欧基夫三世（John J. O'Keefe III），绰号“JJ”或“强尼”（Johnny）（生于1975年12月8日），在马萨诸塞州布伦特里长大。他毕业于布伦特里高中，之后毕业于东北大学，随后在马萨诸塞大学洛厄尔分校获得刑事司法硕士学位。在其姐姐和姐夫分别于2013年和2014年去世后，欧基夫获得了他侄女和侄子的监护权，并与他们一同居住在坎顿。 他是波士顿警察局的一名任职16年的资深警官。
凯伦·A·瑞德（Karen A. Read，生于1980年2月26日）在马萨诸塞州汤顿和弗吉尼亚州布莱克斯堡长大。 她毕业于汤顿的一所私立天主教学校科伊尔与卡西迪学校（Coyle & Cassidy），后就读于本特利大学，并获得金融学学士及硕士学位。 自2007年起，她在富达投资担任金融分析师，并在本特利大学担任金融学兼职教授，直至2022年2月被捕。 欧基夫去世时，瑞德居住在马萨诸塞州曼斯菲尔德。
欧基夫和瑞德于2004年相识并短暂交往。 两人在2019冠状病毒病疫情期间通过Facebook重新取得联系，并于2020年旧情复燃。

## 案发经过
|  |

2022年1月28日晚，瑞德与欧基夫于晚上9点左右在坎顿当地的C.F.麦卡锡酒吧会面饮酒。晚上11点前不久，他们转移到街对面的瀑布酒吧餐厅。在那里，他们与一群熟人会合，其中包括已退休的波士顿警官布赖恩·阿尔伯特及其妻子妮可·阿尔伯特（Nicole Albert）。午夜时分酒吧即将关门时，欧基夫和瑞德受邀前往位于锦绣路34号的阿尔伯特家中。监控录像显示，他们于凌晨12点11分一同离开。当晚同样从瀑布酒吧餐厅受邀前往阿尔伯特家的还有妮可·阿尔伯特的妹妹詹妮弗·麦凯布及其丈夫马修·麦凯布（Matthew McCabe），以及ATF探员布赖恩·希金斯（Brian Higgins）。
当晚同样从瀑布酒吧餐厅前往锦绣路34号（她姐姐和姐夫住所）的詹妮弗·麦凯布在凌晨12点14分致电欧基夫为他指路；她和丈夫随后于12点18分到达该处。瑞德开着她的雷克萨斯LX 570载着欧基夫前往锦绣路34号，但她对该区域并不熟悉。他们于凌晨12点24分将车停在屋前，但瑞德因感觉身体不适而留在车内。欧基夫告诉瑞德，他会先进屋看看主人是否欢迎他们。根据欧基夫手机上的苹果“健康”应用数据显示，他于凌晨12点31分开始走向房屋。瑞德声称她看到他进入了屋内。麦凯布在12点31分给欧基夫发了一条短信说“停我后面”（Pull behind me），欧基夫在12点32分最后一次锁定手机前不久阅读了该短信，此后他的手机便再无互动记录。在接下来的9分钟里，詹妮弗没有再给欧基夫发短信。到凌晨12点40分，詹妮弗给欧基夫发了一条内容短为一词的“你好”（Hello）的短信。
因欧基夫迟迟没有出来，瑞德开始变得不耐烦，随后驱车离开，前往他位于草地大道1号的住所。瑞德于凌晨12点36分连接上欧基夫家的Wi-Fi。到达后，她给欧基夫留下了一连串语音留言，抱怨说感觉自己被当成了保姆，而他却在外面饮酒作乐。在接下来的几个小时里，瑞德的最后一次呼叫尝试是在凌晨1点18分，之后她便在欧基夫侄女身边睡了。凌晨4点38分，她醒来并再次尝试联系欧基夫。4点53分，瑞德用侄女的电话打给詹妮弗·麦凯布，请她帮忙寻找欧基夫。5点整，瑞德又打电话给欧基夫的朋友凯莉·罗伯茨，请她也加入寻找。
凌晨5点07分，欧基夫家门口的Ring门铃监控录像拍到瑞德驾驶她的雷克萨斯从车库倒车出来。她的SUV清晰可见地撞上了欧基夫停在旁边的雪佛兰Traverse，并导致该车晃动。 有理论认为，这正是导致她车尾灯损坏的原因。恰巧同时，詹妮弗·麦凯布给她姐姐，锦绣路34号的房主妮可·阿尔伯特打了一通持续38秒的电话。然而，她却否认当天早上与姐姐通过话。

## 案件调查
诺福克州警侦探小组（Norfolk State Police Detective Unit）的前马萨诸塞州警警官迈克尔·D·普罗克特（Michael D. Proctor）是本案的首席调查员。他因在调查中的行为，于2025年3月19日被解雇，原因是他“向他人发送了关于该调查中一名嫌疑人的贬损性、诽谤性、诋毁性和其他不当的短信”，并“将调查中的敏感和/或潜在调查步骤提供给非执法人员。”
在调查开始仅16小时、约翰·欧基夫的尸检尚未进行之时，普罗克特警官就在一个与高中朋友的群聊中公开讨论案情。普罗克特写道，他们“将无法证明”瑞德用车撞了欧基夫，而“所有的政客都想尽快得到答案”。他还用“疯癫的婊子”，“她完蛋了”以及“她毫无脱罪的可能”来形容她。
2023年4月，瑞德的律师提出了一个理论，将矛头指向了布赖恩·阿尔伯特（Brian Albert）。布赖恩是被发现死亡地点的房主，而他和他的小姨子詹妮弗·麦凯布曾在1月28日与瑞德和欧基夫一同饮酒，并于1月29日早晨帮助瑞德找到了欧基夫的尸体。证据显示，案发后布赖恩处理掉了房子和他的狗，而辩护团队则称，詹妮弗·麦凯布曾在29日凌晨2点27分用谷歌搜索“在寒冷中死亡需要多久”。不过，检方辩称，该时间是用于搜索的浏览器标签页打开的时间，而非实际进行搜索的时间。
2024年1月，美国司法部总法律顾问与诺福克县地方检察官迈克尔·W·莫里西（Michael W. Morrissey）之间的往来信件被公之于众，证实联邦政府已对诺福克县地方检察官办公室展开调查。

## 影响

### 对社区的影响
当地记者艾丹·科尔尼（Aidan Kearney）自2023年4月辩方公布其宣誓书以来，便在其网站上以“坎顿隐瞒事件”（英語：Canton Coverup）为标题对此案进行了广泛报道。在科尔尼开始报道之前，此案鲜有媒体关注。科尔尼会亲自前往坎顿拍摄自己与证人对质的场面，并将视频发布到YouTube上。 2023年12月，科尔尼被控八项恐吓证人罪、三项共谋恐吓证人罪以及五项对证人进行纠察示威罪。2024年2月，他又被加控两项新罪名：骚扰证人罪和截听有线或口头通讯罪。他对此表示不认罪。
此案在坎顿镇引发了分裂，居民们就欧基夫是被瑞德杀害，还是瑞德被警方陷害展开了辩论。据报道，此案加剧了当地的社会紧张气氛和家族旧怨。继科尔尼的报道后，2023年7月，约50辆汽车组成了一支支持“隐瞒论”的车队游行穿过坎顿，在与案件相关的关键人物家门前停留，并用扩音器进行抗议。 在第一次审判期间，几位支持瑞德的坎顿居民也在坎顿市镇委员会会议上发言，与委员会员克里斯·阿尔伯特（也是阿尔伯特家族成员）对质，并要求追究责任；其中三人表示，她们的草坪后来遭到了漂白剂气球的破坏。
在第一次审判临近结束时，记者科尔尼与女友在C.F.麦卡锡酒吧（欧基夫和瑞德曾光顾的酒吧之一）用餐时，在店外与几人发生冲突，其中一人与阿尔伯特家族和普罗克特家族关系密切。后来有两人被控对科尔尼犯下攻击与殴打罪。 第一次审判结束后不久，科尔尼还在其位于伍斯特的父母家外发现了一只被吊死的乌龟（暗中威胁和讽刺其“龟崽”的绰号），当地警方以骚扰和虐待动物对此事件展开调查。

### 罢免选举与独立审计
2023年8月，为回应诺福克县地方检察官迈克尔·W·莫里西（Michael W. Morrissey）在此案中被认为存在腐败行为，一项马萨诸塞州公民投票倡议被提出，建议在马萨诸塞州宪法中增加罢免选举条款。2023年11月，坎顿举行了一次特别市镇会议，会上居民投票赞成（903票对800票）对坎顿警察局仍在此案进行中的调查进行独立审计。 该审计在2025年第二次审判前完成，其中声明称首批响应警官在将欧基夫移至救护车前，未在被发现的地点拍照；在欧基夫被送往医院的第二天，关键证人问询未在坎顿警察局进行，且证人问询过程未被录音；在州警进行二次搜查前，马萨诸塞州州警和坎顿警方未在锦绣路34号保持警力驻守；坎顿警方未将瑞德的SUV于2022年1月29日至2月2日停放在坎顿警察局期间其电脑系统内保存的监控录像移交给首席调查员。

### 法院外的抗议活动
2024年4月初，即第一次审判前，检方提交动议，要求设立一个缓冲区，让抗议者与法院保持至少500英尺（150）的距离；在ACLU提交了一份反对检方请求的备忘录，援引言论自由并敦促法院考虑范围更窄的限制后，坎农法官最终下令设立一个200英尺（61）的缓冲区。
在第一次审判期间，法官批准了检方的请求，禁止法庭内的任何人穿着与案件相关的任何服饰，并禁止执法人员（无论是作证还是旁听）穿着制服。在第二次审判前，瑞德的支持者以言论自由为由对坎农法官提起联邦诉讼；一名联邦法官裁定，该缓冲区并未侵犯抗议者的第一修正案言论自由权。抗议者在每个开庭日都会聚集在法院外，身穿粉红色衣物，为瑞德欢呼，并与她及其律师合影。

### 对证人的影响
第一次审判后，警官普罗克特被解除职务，并被正式调离诺福克县地方检察官办公室州警侦探小组，他于7月8日起被无薪停职。 2025年3月，他被马萨诸塞州州警解雇，此前一个州警审判委员会认定他发送了关于嫌疑人的不当短信，并向非执法人员提供了调查中的敏感信息。他还被裁定工作表现不佳及违反含酒精饮料相关政策。2024年7月10日，坎顿警察局根据审判中的证词，将警探凯文·阿尔伯特停职。 同年9月，坎顿警方宣布他将面临为期三天的无薪停职。